# Itonia opistographa
Itonia opistographa är en fjärilsart som beskrevs av Achille Guenée 1852. Itonia opistographa ingår i släktet Itonia och familjen nattflyn. Inga underarter finns listade i Catalogue of Life.